# Rayen
Rayen ist ein dörflich geprägter Ortsteil der Stadt Neukirchen-Vluyn im Kreis Wesel in Nordrhein-Westfalen. Bis 1935 war Rayen eine eigenständige Gemeinde im damaligen Kreis Moers.

## Geographie
Rayen liegt etwa fünf Kilometer nördlich von Vluyn rund um den Rayener Berg. Die ehemalige Gemeinde Rayen besaß eine Fläche von 4,46 km².

## Geschichte
Rayen bildete seit dem 19. Jahrhundert eine Landgemeinde in der Bürgermeisterei Rheurdt (ab 1928 Amt Rheurdt). Diese gehörte bis 1857 zum Kreis Geldern und seit 1857 zum Kreis Moers. Am 1. Juli 1935 wurde Rayen nach Neukirchen-Vluyn eingemeindet.

## Einwohnerentwicklung
| Jahr | Einwohner | Quelle |
| ---- | --------- | ------ |
| 1832 | 656       | [ 2 ]  |
| 1864 | 766       | [ 3 ]  |
| 1871 | 636       | [ 4 ]  |
| 1885 | 708       | [ 5 ]  |
| 1910 | 629       | [ 6 ]  |
| 1925 | 671       | [ 1 ]  |

## Baudenkmäler
Die Rayener Johanniskirche, die Mühle Rayener Berg, die beiden alten Schulgebäude Eyller Straße 42 und 	Geldernsche Straße 343 sowie die Hofanlagen Am Honigshuck 34 und Bergweg 16 stehen in Rayen unter Denkmalschutz.

## Kultur
Ein Träger des lokalen Brauchtums ist die St. Martini-Schützenbruderschaft Eyll/Rayen von 1654.

## Sport
Der örtliche Sportverein ist der SuS Rayen 1945.